# Peter Rösch
Peter Rösch (ur. 14 września 1930 w Biel/Bienne, zm. 13 stycznia 2006 w Lozannie) – szwajcarski piłkarz grający na pozycji obrońcy. W swojej karierze rozegrał 5 meczów w reprezentacji Szwajcarii.

## Kariera klubowa
W swojej karierze piłkarskiej Rösch występował w klubie BSC Young Boys i Servette FC, do którego przeszedł w 1963 roku. Wraz z Young Boys czterokrotnie zostawał mistrzem Szwajcarii w sezonach 1956/1957, 1957/1958, 1958/1959 i 1959/1960. Zdobył też Puchar Szwajcarii w sezonie 1957/1958.

## Kariera reprezentacyjna
W reprezentacji Szwajcarii Rösch zadebiutował 17 września 1955 roku w przegranym 4:5 meczu Pucharu im. Dr. Gerö z Węgrami, rozegranym w Lozannie. W 1962 roku został powołany do kadry Szwajcarii na Mistrzostwa Świata w Chile. Na nich był rezerwowym i nie rozegrał żadnego spotkania. W kadrze narodowej od 1955 do 1962 roku rozegrał 5 meczów.